# Ignacio Chicco
Ignacio Francisco Chicco (Brinkmann, 30 giugno 1996) è un calciatore argentino, portiere del Belgrano.

## Biografia
È fratello di Julián Chicco, a sua volta calciatore professionista.

## Carriera
Chicco è cresciuto nel settore giovanile del Colón (SF), che lo ha acquistato nel 2010 dal club amatoriale del Deportivo Brinkmann. Nel 2016 è stato ceduto in prestito per una stagione al Talleres (C), dove ha giocato solamente con la formazione giovanile pur facendo alcune apparizioni in panchina con la prima squadra.
Rientrato al Colón, nel 2018 è stato promosso stabilmente in prima squadra come secondo portiere, e l'8 agosto 2019 ha debuttato nell'incontro di Coppa Sudamericana perso 1-0 contro lo Zulia. Con la cessione del titolare Leonardo Burián al Vélez Sarsfield nell'estate del 2022, è stato promosso al ruolo di portiere titolare del club rossonero, con cui aveva in precedenza rinnovato il contratto fino al 2024.
A fine 2023 non è riuscito a trovare un accordo per il rinnovo ed ha lasciato il club a parametro zero. Il 15 gennaio 2024 ha firmato un biennale con il Belgrano.

## Statistiche

### Presenze e reti nei club
Statistiche aggiornate al 26 giugno 2024.
| Stagione        | Squadra         | Campionato      | Campionato | Campionato | Coppe nazionali | Coppe nazionali | Coppe nazionali | Coppe continentali | Coppe continentali | Coppe continentali | Altre coppe | Altre coppe | Altre coppe | Totale | Totale | Totale |
| Stagione        | Squadra         | Comp            | Pres       | Reti       | Comp            | Pres            | Reti            | Comp               | Pres               | Reti               | Comp        | Pres        | Reti        | Pres   | Reti   |        |
| --------------- | --------------- | --------------- | ---------- | ---------- | --------------- | --------------- | --------------- | ------------------ | ------------------ | ------------------ | ----------- | ----------- | ----------- | ------ | ------ | ------ |
| 2016-2017       | Talleres (C)    | PD              | 0          | 0          | CA              | 0               | 0               |                    | -                  | -                  |             | -           | -           | 0      | 0      |        |
| 2017-2018       | Colón (SF)      | PD              | 0          | 0          | CA              | 0               | 0               | CS                 | 0                  | 0                  |             | -           | -           | 0      | 0      |        |
| 2018-2019       | Colón (SF)      | PD              | 0          | 0          | CA              | 0               | 0               | CS                 | 1                  | -1                 |             | -           | -           | 1      | -1     |        |
| 2019-2020       | Colón (SF)      | PD              | 1          | -2         | CA              | 0               | 0               |                    | -                  | -                  |             | -           | -           | 1      | -2     |        |
| 2020            | Colón (SF)      |                 | -          | -          | CA+CM           | 1+0             | -1              |                    | -                  | -                  |             | -           | -           | 1      | -1     |        |
| 2021            | Colón (SF)      | PD              | 2          | -5         | CdL             | 0               | 0               |                    | -                  | -                  |             | -           | -           | 2      | -5     |        |
| 2022            | Colón (SF)      | PD              | 23         | -32        | CA+CdL          | 2+2             | -2,-4           | CL                 | 3                  | -3                 |             | -           | -           | 30     | -41    |        |
| 2023            | Colón (SF)      | PD              | 27         | -33        | CA+CdL          | 3+9             | -2,-11          |                    | -                  | -                  |             | -           | -           | 39     | -46    |        |
| 2024            | Belgrano        | PD              | 0          | 0          | CA+CdL          | 0+2             | 0,-2            | CS                 | 3                  | -1                 |             | -           | -           | 5      | -3     |        |
| Totale carriera | Totale carriera | Totale carriera | 53         | -72        |                 | 19              | -22             |                    | 7                  | -5                 |             | -           | -           | 79     | -99    |        |